# Rupicola (állatnem)
A Rupicola a madarak (Aves) osztályának verébalakúak (Passeriformes) rendjébe és a kotingafélék (Cotingidae) családjába tartozó nem.

## Rendszerezésük
A nemet Mathurin Jacques Brisson francia zoológus írta le 1760-ban, jelenleg az alábbi 2 faj tartozik ide:
- vörös szirtimadár (Rupicola peruvianus)
- tarajos szirtimadár (Rupicola rupicola)

## Előfordulásuk
Dél-Amerika területén honosak. A természetes élőhelyük a szubtrópusi vagy trópusi esőerdők.

## Megjelenésük
Testhosszuk körülbelül 32 centiméter. A hímeknek rövid, erős csőrüket szinte teljesen befedő bóbitája van, a tojóknak nincs.